# Unité urbaine de Colmar
L'unité urbaine de Colmar est une unité urbaine française centrée sur Colmar, préfecture du Haut-Rhin, au cœur de la troisième agglomération urbaine de l'Alsace.

## Données générales
En 2010, selon l'INSEE, l'unité urbaine de Colmar était composée de sept communes, toutes situées dans le département du Haut-Rhin et l'arrondissement de Colmar-Ribeauvillé.
En 2020, à la suite d'un nouveau zonage, elle est composée des sept mêmes communes. 
En 2022, avec 94 557 habitants, elle représente la 2e unité urbaine du département du Haut-Rhin, après l'unité urbaine de Mulhouse (1er rang départemental) et avant l'unité urbaine de Bâle (SUI)-Saint-Louis (partie française) (3e rang départemental).
Dans la région Grand-Est où elle se situe, elle occupe le 8e rang régional, après l'unité urbaine de Thionville  (7e rang régional) et devant l'unité urbaine de Sarrebruck (ALL)-Forbach (partie française) (9e rang régional).
En 2022, sa densité de population s'élève à 704 hab/km², ce qui en fait une unité urbaine densément peuplée.
Par sa superficie, elle ne représente que 3,81 % du territoire départemental mais, par sa population, elle regroupe 12,32 % de la population du Haut-Rhin en 2022, soit plus d'un dixième de la population départementale.

## Composition 2020 de l'unité urbaine
Elle est composée des sept communes suivantes :
| Nom                   | Code Insee | Département | Statut       | Superficie (km2) | Population (dernière pop. légale) | Densité (hab./km2) | Modifier                                    |
| --------------------- | ---------- | ----------- | ------------ | ---------------- | --------------------------------- | ------------------ | ------------------------------------------- |
| Colmar (ville-centre) | 68066      | Haut-Rhin   | ville-centre | 66,57            | 67 360 (2022)                     | 1 012              | modifier les données · modifier les données |
| Horbourg-Wihr         | 68145      | Haut-Rhin   | banlieue     | 9,42             | 6 247 (2022)                      | 663                | modifier les données · modifier les données |
| Houssen               | 68146      | Haut-Rhin   | banlieue     | 6,70             | 2 358 (2022)                      | 352                | modifier les données · modifier les données |
| Ingersheim            | 68155      | Haut-Rhin   | banlieue     | 7,44             | 4 743 (2022)                      | 638                | modifier les données · modifier les données |
| Turckheim             | 68338      | Haut-Rhin   | banlieue     | 16,46            | 4 033 (2022)                      | 245                | modifier les données · modifier les données |
| Wettolsheim           | 68365      | Haut-Rhin   | banlieue     | 8,86             | 1 771 (2022)                      | 200                | modifier les données · modifier les données |
| Wintzenheim           | 68374      | Haut-Rhin   | banlieue     | 18,97            | 8 045 (2022)                      | 424                | modifier les données · modifier les données |

## Évolution démographique
| 1968   | 1975   | 1982   | 1990   | 1999   | 2006   | 2011   | 2016   | 2022   |
| ------ | ------ | ------ | ------ | ------ | ------ | ------ | ------ | ------ |
| 76 610 | 84 529 | 83 687 | 85 164 | 88 410 | 89 841 | 91 950 | 95 586 | 94 557 |

#### Données générales
- Unité urbaine en France
- Aire d'attraction d'une ville
- Liste des unités urbaines de France

#### Données démographiques en rapport avec l'unité urbaine de Colmar
- Aire d'attraction de Colmar
- Arrondissement de Colmar-Ribeauvillé

#### Données démographiques en rapport avec le Haut-Rhin
- Démographie du Haut-Rhin